# 스칸디나비아 문학
스칸디나비아 문학 또는 북유럽 문학은 북유럽 국가들의 언어로 된 문학이다. 북유럽 국가에는 덴마크, 핀란드, 아이슬란드, 노르웨이(스발바르 제도 포함), 스웨덴, 스칸디나비아의 관련 자치령(올란드, 페로 제도, 그린란드)이 포함된다. 이러한 국가와 지역의 대부분은 북게르만어를 사용한다. 핀란드인의 대다수가 우랄어를 사용하지만, 핀란드의 역사와 문학은 다양한 지역을 공유하고 사미족 인구/영향력이 큰 스웨덴과 노르웨이의 문학과 분명히 상호 연관되어 있다.